# All Woman
Az All Woman című dal a brit énekes-dalszerző Lisa Stansfield 1991. december 9-én megjelent második kimásolt kislemeze a Real Love című stúdióalbumról. A dalt Stansfield, Ian Devaney és Andy Morris írta. A dalhoz készült videoklipet Nick Brandt rendezte. A dal a 20. helyezést érte el az Egyesült Királyságban, az Egyesült Államok Billboard Hot 100-as listán pedig az 56. helyig sikerült jutnia, viszont a Hot R&B / Hip-Hop Songs listsán az 1. helyig jutott. Az Adult Contemporary listán pedig a 21. helyezett lett. A kislemez B. oldalára egy korábban ki nem adott dal került, a  "Everything Will Get Better", melyhez Danny Tenaglia készített remixet. Ez a változat a 30.  helyezést érte el a Hot Dance Club Songs listán.

## Kritikák
A dal kedvező kritikákat kapott a kritikusoktól. A Billboard a dalt egy "mélyen megérintő balladának" nevezte, és megjegyezte továbbá, hogy a dalszövegek inspirálják Stansfield eddigi legerősebb teljesítményét a dalban. A vonós hangszerek, az R&B és a lány basszusgitár mind fontos szerepet játszanak a dalban. A Gavin Report szerint a dal egy szelet az emberi érzelmekben, és Stansfield teljes szívét beleadta a dalba. A Music & Media szerint a dal egy olyan ballada, melyet Shirley Bassey előadásai óta nem hallottak. Stansfieldnek nagy változáson kell átmennie, hogy a jövő 007-es filmzenében énekelhessen. Alex Henderson AllMusic szerint a dal egy szívszorító ballada.

## Számlista
Európai /US 7" kislemez/ Japán CD single
1. "All Woman" (Edit) – 4:49
2. "Everything Will Get Better" – 5:00

Európai CD single
1. "All Woman" (Edit) – 4:49
2. "Everything Will Get Better" (Extended Mix) – 8:03
3. "Change" (Metamorphosis Mix) – 7:04

US 12" single
1. "All Woman" – 5:16
2. "Everything Will Get Better" (Sax on the Beach Mix) – 6:35
3. "Everything Will Get Better" (Ian & Andy 12") – 8:01
4. "Everything Will Get Better" (Underground Club Mix) – 9:54

## Slágerlista
| Slágerlista (1991–92)                  | Legjobb helyezések |
| -------------------------------------- | ------------------ |
| Australia (ARIA)                       | 52                 |
| Belgium (Ultratop 50 Flanders)         | 28                 |
| Kanada Top Singles (RPM)               | 50                 |
| Kanada Adult Contemporary Tracks (RPM) | 9                  |
| Europe (European Hot 100 Singles)      | 39                 |
| Italy (Hit Parade)                     | 16                 |
| Hollandia (Top 40)                     | 21                 |
| Hollandia (Single Top 100)             | 21                 |
| Spain Radio (PROMUSICAE)               | 38                 |
| Svédország (Sverigetopplistan)         | 38                 |
| Egyesült Királyság (UK Singles Chart)  | 20                 |
| US Billboard Hot 100                   | 56                 |
| US Adult Contemporary (Billboard)      | 21                 |
| US Hot R&B/Hip-Hop Songs (Billboard)   | 1                  |
| Zimbabwe (ZIMA)                        | 5                  |

| Slágerlista (1992)                   | Helyezések |
| ------------------------------------ | ---------- |
| Canada Adult Contemporary (RPM)      | 74         |
| Italy (Hit Parade)                   | 83         |
| Netherlands (Dutch Top 40)           | 210        |
| US Hot R&B/Hip-Hop Songs (Billboard) | 11         |

## Feldolgozás
A dalt Marcina Hines is feldolgozta 2007-ben, mely a "Life" című albumán szerepel.